# Unió Nacional Populista
Unió Nacional Populista (polonès Związek Ludowo-Narodowy) fou un partit polític polonès que funcionava a la Segona República de Polònia, en el qual s'aplegaven polítics conservadors dretans i opinions nacionalistas (Democracia Nacional). Es va presentar a les eleccions parlamentàries poloneses de 1919, de 1922 i de 1928, però degut a la manca de compromís amb altres partits no podria governar per si sol. Només va poder introduir ministres ben qualificats (per exemple, en recursos financers, l'educació o els afers exteriors particulars) als governs després de 1923, amb el Consell Nacional dels Demòcrates i els camperols (Chjeno-Piast).
A les eleccions presidencials va presentar el seu propi candidat, el comte Maurycy Zamoyski, com un contrapès per al presumpte maçó Gabriel Narutowicz i Stanisław Wojciechowski, candidat del Partit Popular Polonès-Piast. Després del cop d'estat de maig de 1926, la NPU va perdre importància com a resultat de la repressió pels seguidors de Piłsudski. També es produïren escissions i conflictes interns, intensificats per la repressió de Sanacja. El 1928 va esdevenir Partit Nacional (Stronnictwo Narodowe).

## Gènesi
Va ser establert com a partit polític el desembre de 1918. Aleshores, poc abans de les eleccions parlamentàries poloneses de 1919, la Comissió Electoral Nacional dels Partits Democràtics (Narodowy Komitet Wyborczy Stronnictw Demokratycznych) era composta de la Democràcia Nacional (Narodowe Demokracja), Unitat Nacional (Zjednoczenie Narodowe), el Partit Cristià dels Treballadors (Chrześcijańskie Stronnictwo Robotnicze) i el Partit Progressista Polonès (Polska Parti Postępowa). Durant les eleccions el 1919, aquesta aliança va obtenir 109 mandats (la majoria dels ministres eren de Gran Polònia). Wojciech Korfanty va esdevenir el president del Club dels Ministres (Klub Poselski), mentre que Stanisław Grabski, Konstanty Kowalewski i Józef Teodorowicz va esdevenir els vice-presidents. El febrer de 1919, es va transformar en el Consell Nacional de la Unió Parlamentària Populista (Zwiazek Sejmowy Ludowa-Narodowy).

## Inicis
El maig de 1919 es va celebrar el 1r Congrés de la Unió Nacional Ppopulista. Al principi era una federació de partits polítics, però a l'estiu de 1919 es produïren les primeres secessions, com la del Club Cristià-Nacional de Treballadors (Chrześcijańsko-Narodowy Klub Robotniczy). Així, la UNP canviat el seu caràcter i va esdevenir un grup homogeni, cosa que es va confirmar durant el 2n Congrés d'octubre de 1919. El gener de 1919, un grup de nacional-demòcrates va intentar un cop d'estat per derrocar el govern d'esquerres de Jędrzej Moraczewski. Marian Januszajtis-Żegota i Eustachy Sapieha hi van participar. El 16 de gener de 1919, es formà un govern al marge dels partits amb representants de la UNP: Władysław Seyda (ministre del districte "prussià"), Józef Englich (ministre de finances), i el pare Antoni Stychel (vicepresident del Parlament polonès). Quan a la primavera de 1920, la situació en el front occidental va esdevenir crític, la UNP atacà Piłsudski i va esdevenir un dels inspiradors de la creació del Consell de Defensa Nacional (Rada Obrony Państwa) amb Roman Dmowski com a membre per Democràcia Nacional
En aquell moment, el manifest polític del NPU pot concloure en uns pocs punts: nacionalisme, unitat nacional, eliminació de les divisions de classe, considerar Alemanya com a principal amenaça de Polònia, limitar l'expansió a l'oest, economia capitalista privada, oposició a la interferència estatal, suport a les mútues de treballadors i la reforma agrària, i oposició a la distribució coercitiva de la terra, continuació de la religió i tradicions nacionals poloneses, important posició de l'Església Catòlica, reforçament del Parlament i reducció dels poders presidencials
Els Nacional Demòcrates tenien molta influència entre els insurgents de Gran Polònia (Wielkopolska), però no tanta en la Polònia del Congrés (Kongresówka). Per tant, el gener de 1919, van decidir un compromís amb Piłsudski i mantenir una actitud tolerant cap als governs. Quan l'estiu de 1920 es formà el govern de Wincenty Witos, ho va fer amb el ple suport de la UNP. Des del segon semestre del 1921 a començaments de 1922, la UNP va mantenir oposició cap al Cap d'Estat (Naczelnik Państwa), així com dels següents règims centristes; l'ofensiva política de la UNP va començar. Abans de les eleccions el 1922 es formà la dretana Unió Nacional Cristiana (Chrześcijański Zwiazek Jedności Narodowej) anomenada hiena pels seus oponents. Incloïa la Unió Nacional-Popular, el Partit Nacional dels Treballadors (Narodowe Stronnictwo Robotnicze), el Partit Demòcrata Cristià Polonès (Polskie Stronnictwo Chrześcijańskiej Demokracji), el Partit Nacional Camperol Cristià (Narodowe-Chrześcijańskie Stronnictwo Ludowa). Va obtenir 98 escons (22%) al Sejm (Parlament polonès) i 29 escons (26%) al Senat. Més tard, durant el període de sessions de la Unió Nacional, es va dur a terme la "batalla" per la Presidència. Un candidat dels Demòcrates Nacionals (endecja), Maurycy Zamoyski, va ser derrotat per Gabriel Narutowicz que va ser assassinat pel fanàtic defensor de la dreta, Eligiusz Niewiadomski.

## 1923-1928
El 17 de maig de 1923 van signar el Pacte de Lanckorona amb el Partit Cristià Nacional dels Treballadors (Chrześcijańsko-Narodowe Stronnictwo Pracy), i el Partit Popular Polonès-Piast. Es tracta d'un acord entre la dreta i partits de centre en qüestions com: la colonització del territori occidental, l'assignació de carteres governamentals exclusivament per als polonesos, i la solució dels comptes amb l'esquerra. L'efecte d'aquest acord va ser l'anomenat govern Chjeno-Piast de 28 de maig de 1923. Fou dirigit per Witos i en nom de la UNP hi havia Stanislaw Głąbiński, Seyda, i Korfanty.

### Programa
En els anys 1923-1926, l'activitat de la UNP es basa en dos conceptes simultanis de realització de polítiques: procedir a renovar i preservar la coalició governamental de centre-dretà i la preparació de l'acció de prendre el poder per la força.
La política exterior es basa en una actitud pro-francesa i anti-alemanya. A l'Est, hi havia idees per a la incorporació dels territoris d'Ucraïna Occidental, Belarús Occidental i Wilno a Polònia. La UNP va ser molt nacionalista. Els no-polonesos eren considerats ciutadans de segona classe subjectes a assimilació lingüística i cultural. La base social de la UNP es compon de burgesos urbans, classe mitjana baixa, intel·lectuals, treballadors de Łódź, i alguns aristòcrates terratinents.

## Altres activitats
El 26 d'octubre de 1924 va organitzar el seu 4t Congrés on postula el desenvolupament i l'enfortiment del partit, i l'augment de la disciplina interna. Per tal d'augmentar el nombre de militants, crearen departaments locals. Es va decidir que si arriben al poder, els comunistes es veuran privats del dret de vot passiu. Van elegir el Consell Suprem (Rada Naczelna) (Stanislaw Głąbiński va esdevenir el seu president) i un Consell d'Administració (Zarza Główny) que constava de 30 membres. Les decisions del Congrés van ser els resultats de les tendències pro-feixistes que van aparèixer a la UNP a partir del novembre de 1923, i es va produir un conflicte perquè el primer ministre Grabski intentat relaxar la tensió política a través de la negociació amb les minories nacionals.
Jerzy Zdziechowski (the minister of finance) and Stanisław Grabski (the minister of religion and education) both come from the NPU. El 13 de novembre de 1925, el govern Grabski es va ensorrar i va ser substituït per Aleksander Skrzyński amb representants de la UNP, la Democràcia Cristiana (Chrzreścijańska demokracja), el Partit Nacional dels Treballadors (Narodowe Parti Robotnicza), el Partit Popular Polonès-Piast i el Partit Socialista Polonès (Polska Parti Socjalistyczna). Jerzy Zdziechowski (ministre de finances) i Stanislaw Grabski (ministre de religió i educació) procedien de la UNP
El 1925, la UNP definí el seu estatut, en el qual afirmava que només els polonesos que fossin cristians i acceptessin les resolucions del partit podien ser membres de la UNP.
El 10 de maig de 1926 es formà el tercer govern de Witos, del que en formaren novament part Zdziechowski i Grabski. La seva activitat va ser una de les raons per les quals Józef Piłsudski donés el cop d'estat de maig. Des de 1926, com a resposta a la presa de control per Sanacja (moviment polític de Piłsudski), va postular la unitat dels moviments nacionalistes polonesos. No obstant això, alguns esdevingueren més i més radicals. El 4 de desembre de 1926 es formà el Camp de la Gran Polònia (Obóz Wielkiej Polski), i la intenció dels seus fundadors era ocupar el lloc de la UNP.
El 7 d'octubre de 1928 la UNP va deixar d'existir existents a causa de les repressions de Sanacja i va ser substituït pel Partit Nacional (Stronnictwo Narodowe).

## Resultats electorals

### Sejm
| Any  | Líder                | Vots          | Vots          | Escons    | Escons | Pos. | Govern   |
| Any  | Líder                | #             | %             | #         | +/−    | Pos. | Govern   |
| ---- | -------------------- | ------------- | ------------- | --------- | ------ | ---- | -------- |
| 1919 | Joachim Bartoszewicz | 1,616,157     | 29.0          | 140 / 394 | Nou    | 1r   | Oposició |
| 1922 | Stanisław Głąbiński  | Dins la ChZJN | Dins la ChZJN | 98 / 444  | 13     | 1r   | Oposició |
| 1928 | Stanisław Kozicki    | 925,570       | 8,1           | 38 / 444  | 60     | 4t   | Oposició |